# Yanamalakuduru
Yanamalakuduru är en ort i Indien.   Den ligger i distriktet Krishna och delstaten Andhra Pradesh, i den södra delen av landet, 1 400 km söder om huvudstaden New Delhi. Yanamalakuduru ligger 18 meter över havet och antalet invånare är 30 000.
Terrängen runt Yanamalakuduru är platt. Runt Yanamalakuduru är det tätbefolkat, med 659 invånare per kvadratkilometer. Närmaste större samhälle är Vijayawada, 3,3 km nordväst om Yanamalakuduru. Trakten runt Yanamalakuduru består till största delen av jordbruksmark.